# Eleccions generals d'Irlanda del Nord de 2016
Les eleccions generals d'Irlanda del Nord de 2016 se celebraren el 5 de maig de 2016. Foren les cinquenes eleccions des de l'establiment, l'any 1998, de l'actual Assemblea d'Irlanda del Nord. Un total de 1.282.595 persones estaven registrades per votar (representant un increment del 5,9% respecte a les eleccions anteriors). La participació fou de 703.744 persones, un 54,9%, suposant una minva de menys d'un 1% respecte a les eleccions de 2011, però suposant una disminució de 15 punts percentuals respecte a les primeres eleccions de 1998.
Com en les eleccions de 2007 i 2011, el Partit Unionista Democràtic (DUP) i Sinn Féin (SF) foren els dos principals partits, amb el DUP guanyat 38 escons i SF 28 dels 108 escons que té l'assemblea. El Partit Unionista de l'Ulster guanyà 16 escons, el Partit Socialdemòcrata i Laborista 12 i el Partit de l'Aliança 8. A més, el Partit Verd i l'Aliança del Poble Abans que el Benefici aconseguiren dos escons cada u, la Veu Unionista Tradicional un escó, i un candidat independent també aconseguí ser elegit.

## Canvi de data
Sota l'Acta d'Irlanda del Nord de 1998, la legislatura de l'Assemblea era de quatre anys, així doncs, haurien d'haver-se celebrat eleccions el mes de magi de 2015, quatre anys després de les eleccions de 2011. Però amb la reforma de l'acta dels terminis fixos del Regne Unit, aquesta data hauria coincidit amb les eleccions generals del Regne Unit de 2015. En aquest sentit, les eleccions al parlament escocès i a l'assemblea gal·lesa es van retardar a l'any 2016 per evitar aquesta coincidència.
El mes de maig de 2013, Theresa Villiers, secretària d'Estat per a Irlanda del Nord, va anunciar que les eleccions nord-irlandeses es retardarien a maig de 2016, i se celebrarien en periodes fixos de cinc anys des d'aquestes eleccions. La secció 7 de l'Acta d'Irlanda del Nord (Provisions Diverses) de 2014 especifica que les eleccions se celebraran el primer dijous de maig del cinqué (en compte de quart, com abans) any des de l'última elecció de la cambra legislativa.

## Fi del mandat dual
L'Acta d'Irlanda del Nord (Provisions Diverses) de 2014 també posa fi a la pràctica del mandat dual, prohibint que qualsevol persona triada a l'Assemblea puga ser membre de la Cambra dels Comuns o del Dáil Éireann. En el moment d'aprovació de la llei, hi havien tres membres duals: Sammy Wilson i Gregory Campbell del DUP i Alasdair McDonnel del SDLP, els tres membres de l'Assemblea i de Westminster. Mentre que els dos primers dimitiren abans de ser reelegits com members de la Cambra del Comuns, l'últim dimití una vegada ja havia sigut reelegit.

## Candidatures i candidats
A més de diversos candidats independents arreu de les circumscripcions nord-irlandeses, els següents partits presentaren candidats i candidates a més d'un districte electoral:
- Partit Unionista Democràtic
- Sinn Féin
- Partit Unionista de l'Ulster
- Partit Socialdemòcrata i Laborista
- Partit de l'Aliança d'Irlanda del Nord
- Veu Unionista TradicionalMapa dels escons guanyats per cada partit en cada circumscripció.
- Partit Verd d'Irlanda del Nord

Mapa dels escons guanyats per cada partit en cada circumscripció.

- Aliança del Poble Abans que els Beneficis
- Partit Unionista Progressista
- UKIP
- Cànnabis és més segur que l'alcohol.
- Partit Conservador
- Comité de Representació Laborista d'Irlanda del Nord (Partit Laborista a Irlanda del Nord)
- Alternativa Laborista Transversal
- Partit dels Treballadors.

## Resultats
| Partit | Partit                                  | Líder             | Líder            | Candidats | Escons | Canvis | Vots (1a Pref) | % Vots | Canvis | Membres a l'Executiu | Canvis |
| ------ | --------------------------------------- | ----------------- | ---------------- | --------- | ------ | ------ | -------------- | ------ | ------ | -------------------- | ------ |
|        | DUP                                     | Arlene Foster     |                  | 44        | 38     | —      | 202.567        | 29,2%  | -0,8%  | 5                    | +1     |
|        | Sinn Féin                               | Martin McGuinness |                  | 39        | 28     | -1     | 166.785        | 24%    | -2,9%  | 4                    | +1     |
|        | UUP                                     | Mike Nesbitt      |                  | 33        | 16     | —      | 87.302         | 12,6%  | -0,6%  | 0                    | -1     |
|        | SDLP                                    | Colum Eastwood    |                  | 24        | 12     | -2     | 83.368         | 12%    | -2,2%  | 0                    | -1     |
|        | AP                                      | David Ford        |                  | 23        | 8      | —      | 48.447         | 7%     | -0,7%  | 0                    | -1     |
|        | TUV                                     | Jim Allister      |                  | 15        | 1      | —      | 23.776         | 3,4%   | +1%    | —                    | —      |
|        | Verds                                   | Steven Agnew      | Steven Agnew     | 18        | 2      | +1     | 18,718         | 2,7%   | +1,8%  | —                    | —      |
|        | Aliança del Poble Abans que el Benefici | Eamonn McCann     | Eamonn McCann    | 3         | 2      | +2     | 13.761         | 2%     | +1,2%  | —                    | —      |
|        | UKIP                                    | Nigel Farage      | Nigel Farage     | 13        | 0      | —      | 10.109         | 1,5%   | +0.8%  | —                    | —      |
|        | PUP                                     | Billy Hutchinson  | Billy Hutchinson | 6         | 0      |        | 5.955          | 0,9%   | +0,3%  | —                    | —      |
|        | Partit Conservador                      | N/A               | N/A              | 12        | 0      | —      | 2.554          | 0,4%   | N/A    | —                    | —      |
|        | CISTA                                   | Paul Birch        | Paul Birch       | 4         | 0      | —      | 2.510          | 0,4%   | N/A    |                      |        |
|        | Alternativa Laborista                   | Owen McCracken    | Owen McCracken   | 3         | 0      | —      | 1.939          | 0,3%   | N/A    |                      |        |
|        | Laboristes d'Irlanda del Nord           | Kathryn Johnson   | Kathryn Johnson  | 8         | 0      | —      | 1.577          | 0,2%   | N/A    |                      |        |
|        | Partit dels Treballadors                | Mick Finnegan     | Mick Finnegan    | 4         | 0      | —      | 1.565          | 0,2%   | —      | —                    | —      |
|        | Altres                                  | —                 | —                | 4         | 0      | —      | 731            | 0,1%   | N/A    | —                    | —      |
|        | Independents                            | N/A               | N/A              | 23        | 1      | —      | 22.650         | 3.3%   | +0,9%  | 1                    | +1     |
| Total  | Total                                   | Total             | Total            | 218       | 108    |        | 661.734        | 100%   |        | 10                   |        |

Nota: La font dels resultats és Raymon Russell, "Election Report: Northern Ireland Assembly Election, 5 May 2016", Assemblea d'Irlanda del Nord.

### Escons per circumscripció
| Nombre | Circumscripció             | Escons |     |       |    |      |    |     |     |     |      |
| Nombre | Circumscripció             | Escons | PBP | Verds | SF | SDLP | AP | UUP | DUP | TUV | Ind. |
| ------ | -------------------------- | ------ | --- | ----- | -- | ---- | -- | --- | --- | --- | ---- |
| 1      | North Antrim               | 6      | —   | —     | 1  | —    | —  | 1   | 3   | 1   | —    |
| 2      | East Antrim                | 6      | —   | —     | 1  | —    | 1  | 1   | 3   | —   | —    |
| 3      | South Antrim               | 6      | —   | —     | 1  | —    | 1  | 1   | 3   | —   | —    |
| 4      | Belfast North              | 6      | —   | —     | 2  | 1    | —  | —   | 3   | —   | —    |
| 5      | Belfast West               | 6      | 1   | —     | 4  | 1    | —  | —   | —   | —   | —    |
| 6      | Belfast South              | 6      | —   | 1     | 1  | 1    | 1  | —   | 2   | —   | —    |
| 7      | Belfast East               | 6      | —   | —     | —  | —    | 2  | 1   | 3   | —   | —    |
| 8      | North Down                 | 6      | —   | 1     | —  | —    | 1  | 1   | 3   | —   | —    |
| 9      | Strangford                 | 6      | —   | —     | —  | —    | 1  | 2   | 3   | —   | —    |
| 10     | Lagan Valley               | 6      | —   | —     | —  | —    | 1  | 2   | 3   | —   | —    |
| 11     | Upper Bann                 | 6      | —   | —     | 2  | —    | —  | 2   | 2   | —   | —    |
| 12     | South Down                 | 6      | —   | —     | 2  | 2    | —  | 1   | 1   | —   | —    |
| 13     | Newry and Armagh           | 6      | —   | —     | 3  | 1    | —  | 1   | 1   | —   | —    |
| 14     | Fermanagh and South Tyrone | 6      | —   | —     | 2  | 1    | —  | 1   | 2   | —   | —    |
| 15     | West Tyrone                | 6      | —   | —     | 3  | 1    | —  | 1   | 1   | —   | —    |
| 16     | Mid Ulster                 | 6      | —   | —     | 3  | 1    | —  | 1   | 1   | —   | —    |
| 17     | Foyle                      | 6      | 1   | —     | 2  | 2    | —  | —   | 1   | —   | —    |
| 18     | East Londonderry           | 6      | —   | —     | 1  | 1    | —  | —   | 3   | —   | 1    |
| 18     | Total                      | 108    | 2   | 2     | 28 | 12   | 8  | 16  | 38  | 1   | 1    |

### Percentatge de vot per circumscripció
Els percentatges són el total de primeres preferències que rep els diferents candidats de cada partit a la circumscripció sobre el total de vots vàlids a cada circumscripció.
| Nombre | Circumscripció             |       |       |       |       |       |       |        |       |       | Altres | % Participació |
| Nombre | Circumscripció             | PBP   | Verds | SF    | SDLP  | AP    | UUP   | DUP    | TUV   | Ind.  | Altres | % Participació |
| ------ | -------------------------- | ----- | ----- | ----- | ----- | ----- | ----- | ------ | ----- | ----- | ------ | -------------- |
| 1      | North Antrim               | —     | 1,3%  | 12,9% | 7,5%  | 4,6%  | 10,7% | 43,,1% | 17.9% | —     | 3,3%   | 52,3%          |
| 2      | East Antrim                | —     | 2,1%  | 8,1%  | 3,8%  | 14.6% | 20.2% | 36,1%  | 5,1%  | —     | 9,9%   | 50,5%          |
| 3      | South Antrim               | —     | 1,7%  | 13,2% | 9,6%  | 8,9%  | 22,2% | 37,5%  | 3,8%  | 1,4%  | 1,7%   | 50,4%          |
| 4      | Belfast North              | 3,5%  | 2,2%  | 25,5  | 10,6% | 7%    | 5,4%  | 35%    | 1,8%  | 0.9%  | 7,1%   | 51,6%          |
| 5      | Belfast West               | 22,9% | 0,9%  | 54,5% | 7,3%  | 0,8%  | 1,8%  | 10,4%  | —     | —     | 1,5%   | 56,7%          |
| 6      | Belfast South              | —     | 9,6%  | 14,2% | 20%   | 16,4% | 6,7%  | 22%    | 1,3%  | 1,3%  | 8,5%   | 53,6%          |
| 7      | Belfast East               | —     | 5,9%  | 2,5%  | 0,4%  | 28,7% | 11,1% | 36,7%  | 2,4%  | 3%    | 9,4%   | 56,5%          |
| 8      | North Down                 | —     | 12,7% | 1%    | 1,3%  | 16,8% | 15,5% | 41,7%  | 1,9%  | 4,4%  | 4,7%   | 49%            |
| 9      | Strangford                 | —     | 2,8%  | 2%    | 8,3%  | 10,7% | 19,5% | 43%    | 4,3%  | 5,9%  | 3,4%   | 49,7           |
| 10     | Lagan Valley               | —     | 2,9%  | 2,7%  | 7,5%  | 9,5%  | 21,2% | 47,2%  | 3,3%  | 2,1%  | 3,6%   | 52,7%          |
| 11     | Upper Bann                 | —     | 1,1%  | 24,9% | 9,5%  | 3,1%  | 21,6% | 31,1%  | 2,6%  | 0,1%  | 6%     | 53,6%          |
| 12     | South Down                 | —     | 2%    | 31,1% | 31,4% | 5,4%  | 8,5%  | 12,3%  | 6,6%  | 2,8%  | —      | 53,1%          |
| 13     | Newry and Armagh           | —     | 0,7%  | 40,9% | 18,2% | 1%    | 14,1% | 16,7%  | —     | 5,5%  | 2,9%   | 58,4%          |
| 14     | Fermanagh and South Tyrone | —     | 1,9%  | 40%   | 8,5%  | 1,1%  | 12,8% | 32,7%  | 2,5%  | —     | 0,6%   | 63,5%          |
| 15     | West Tyrone                | —     | 1,2%  | 42%   | 11%   | 1,3%  | 11,4% | 22,0%  | —     | 8,9%  | 2,1%   | 59,1%          |
| 16     | Mid Ulster                 | —     | 0,9%  | 46,7% | 15,2% | 1,2%  | 11,9% | 18,1%  | 4,6%  | —     | 1,4%   | 57,9%          |
| 17     | Foyle                      | 10,5% | 0,4%  | 28,5% | 30%   | 0,6%  | 3,6%  | 11,9%  | —     | 13,9% | 0,8%   | 55,3%          |
| 18     | East Londonderry           | —     | 1,3%  | 21,8% | 9,5%  | 3,7%  | 8,3%  | 36,8%  | 3,5%  | 9,7%  | 5,4%   | 50,1%          |
| 18     | Total                      | 2%    | 2,7%  | 24%   | 12%   | 7%    | 12,6% | 29,2%  | 3,4%  | 3,9%  | 3,3%   | 54,9%          |